# Guillermo Amoedo
Guillermo Amoedo Schultze (Montevideo, 2 de marzo de 1983) es un director de cine y guionista uruguayo radicado en Chile desde el año 2007. Es conocido principalmente por escribir junto a Eli Roth los guiones de las películas de Suspenso y Terror Aftershock (2012), The Green Inferno (2013) y Knock knock (2015), protagonizada por Keanu Reeves; y por dirigir los largometrajes de Terror The Stranger (2014) y El Habitante (2017), ambas premiadas en festivales internacionales.
Como guionista, Amoedo también es conocido por cocrear la serie  Tu Parte del Trato junto a Amaya Muruzábal y por coescribir los éxitos de taquilla en Chile y México Qué pena tu vida, Hazlo como hombre (2017), No Estoy Loca (2018) y Dulce Familia (2019) junto a Nicolás López. 

## Biografía
Guillermo Amoedo Schultze nació el 2 de marzo de 1983 en Montevideo, Uruguay. Realizó sus estudios primarios y secundarios en el Colegio y Liceo Alemán de Montevideo y luego estudió Comunicación Audiovisual en la Universidad de Montevideo, donde se especializó en cine y guion.
En marzo de 2007, viajó a Santiago de Chile para realizar el Master en Guion y Desarrollo Audiovisual de la Universidad de los Andes (Chile), donde se tituló el año 2008. Desde entonces, está radicado en Chile en donde trabaja como guionista y director de cine y televisión para Chile y el extranjero, habiendo escrito y dirigido películas para Estados Unidos y México que se han distribuido comercialmente en más de 40 países.

## Premios
Festival de Cine de Sitges
- Ganador, Premio Blood Window a la mejor película Iberoamericana, The Stranger (2014)
- Nominado, Selección Oficial del Festival de Cine de Sitges, El Habitante (2017)
- Nominado, Grand Prize of European Fantasy Film in Silver, Official Fantàstic Panorama Selection, "Mis peores amigos: Promedio rojo el regreso" (2013)

Buenos Aires Rojo Sangre
- Mención del Jurado a Mejor Director, El Habitante (2017)

Insólito Festival de Cine de Terror y Fantasía
- Ganador, Logro Artístico Destacado, El Habitante (2017)

## Filmografía

### Director
- Memorias (2003), cortometraje
- Tercera Persona (2004), cortometraje
- La escafandra (2005), cortometraje
- El último globo (2006), cortometraje
- Retorno'' (2009), telefilm
- El Crack (2011), telefilm
- The Stranger
- La Leyenda de El Crack (2015), telefilm
- El Habitante (2017)

### Guionista
- Memorias (2003), cortometraje
- Tercera Persona (2004), cortometraje
- La escafandra (2005), cortometraje
- El último globo (2006), cortometraje
- Transatiaguinos (2003), serie de tv
- Retorno (2009), telefilm
- Qué pena tu vida (2010)
- Qué pena tu boda (2011)
- El Crack (2011), telefilm
- Qué pena tu familia (2012)
- The Green Inferno (2013)
- Mis Peores Amigos: Promedio Rojo el regreso (2013)
- The Stranger
- La Leyenda de El Crack (2015), telefilm
- Knock knock (2015)
- No estoy loca (2018)
- Hazlo como hombre (2017)
- El Habitante (2017)
- Dulce Familia (2019)
- Tu Parte del Trato (2019,) serie de tv